# Robert Miles
Robert Miles, pseudonimo di Roberto Concina (IPA: roˈbɛrto ˈkontʃiːna; Fleurier, 3 novembre 1969 – Ibiza, 9 maggio 2017), è stato un compositore, produttore discografico e disc jockey italiano, che contribuì a diverse forma di musica elettronica.

## Biografia
Nacque in Svizzera dagli emigrati italiani Albino Concina (proveniente da Ovaro in provincia di Udine) e Antonietta Lauro (originaria di Benevento), che fecero poi ritorno in Italia stabilendosi nella piccola cittadina di Fagagna, in Friuli, dove Roberto incominciò a suonare il pianoforte. All'età di 17 anni abbandonò gli studi di tecnico elettronico per dedicarsi alla musica. Grazie alle sue conoscenze acquisite nel periodo di studi, realizzò una stazione radio, esordendo allo stesso tempo come DJ con il suo primo pseudonimo Roberto Milani. Dopo aver intrapreso la carriera di DJ presso alcuni club italiani, si trasferì all'estero: visse dapprima a Londra, poi a Los Angeles, Berlino e Ibiza.
Raggiunse fama mondiale nel 1996 con il singolo Children; il brano, scritto e pubblicato nella versione originale nel 1994 e riarrangiato nel 1995, divenne uno dei maggiori successi dream house, oltre che il terzo singolo più venduto nel 1996 in Italia. L'album Dreamland ottenne molteplici dischi di platino e d'oro in varie nazioni, mentre il singolo Children vendette più di 5 milioni di copie e in Italia venne utilizzato come sigla della trasmissione televisiva estiva Festivalbar in alternanza al singolo Fable, il jingle mandato in onda anche per gli stacchi pubblicitari. Nel 1996 ben 3 suoi singoli si posizionarono nei primi 5 singoli più venduti dell'anno in Italia: primo posto per One & one, secondo per Children e quarto per Fable.
Nel corso del 1997 pubblicò il suo secondo album: 23am. Nel frattempo vinse un Brit Award e un World Music Award, anche grazie all'attività come compositore per TV e cinema. È ancora oggi l'unico artista italiano ad aver vinto un Brit Award (vinse il premio "Best International New Comer").
All'inizio del 2000 diede vita alla Salt Records, la sua etichetta indipendente, con cui pubblicò Organik e Miles Gurtu, lontani dal genere che lo aveva reso celebre. Nel 2011 pubblicò Thirteen collaborando con Robert Fripp e Dave Okumu. Lavorò anche con musicisti come Bill Laswell, Robert Fripp, Trilok Gurtu, Nitin Sawhney, Jon Thorne e Dave Okumu.
Morì all'età di 47 anni a Ibiza per un tumore diagnosticatogli nove mesi prima. Oltre ai genitori, lasciò una figlia di 8 anni. Riposa nel cimitero di Fagagna (UD) insieme alla madre, morta nel 2021.

## Riconoscimenti
- La giunta comunale di Campoformido gli ha intitolato nel 2021 il piazzale antistante la scuola elementare di Campoformido e l'area giochi Children realizzata grazie al contributo della Fondazione Biasotti-Vuerich presso il parco della Boschete Furlane, sempre a Campoformido.
- La giunta comunale del comune di Fagagna gli ha intitolato un'area verde nel 2022.

## Discografia

### Album in studio
- 1996 – Dreamland (UK #7, ITA #15)
- 1997 – 23am (UK #42)
- 2001 – Organik
- 2004 – Miles Gurtu
- 2011 – Th1rt3en

### Singoli
- 1995 – Children (UK #2, ITA #1)
- 1996 – Fable (UK #7, ITA #1)
- 1996 – One and One (con Maria Nayler) (UK #3, ITA #1)
- 1997 – Freedom (con Kathy Sledge) (UK #15, ITA #3)
- 1998 – Full Moon
- 1998 – Everyday Life
- 2001 – Paths (con Nina Miranda) (UK #74)
- 2002 – Improvisations: Part 2
- 2002 – Connections
- 2002 – Pour Te Parler (Remixes)
- 2025 - " Robert Miles- La Vita